# 李晓霞
李曉霞（1988年1月16日—），遼寧鞍山人，中國女子乒乓球運動員。生涯取得19個世界冠軍，與張怡寧並列成為中國乒乓球隊史上獲得世界冠軍頭銜次數第四多的女子運動員，僅次於取得24個世界冠軍頭銜的王楠和2019年收獲21個世界冠軍頭銜的丁寧以及於2019年進入20金俱樂部的劉詩雯。

## 生涯

### 國家隊
李曉霞於2003年2月入選國家隊。然而，她於一年前就曾先後在波蘭、荷蘭、瑞典以及埃及公開賽取得4個女雙亞軍，還於2002年的全國乒乓球錦標賽奪得單打冠軍。而在成為國家隊一員的那一年中，李曉霞在泰國曼谷舉行的亞洲錦標賽中，她與李楠、牛劍鋒、郭焱及郭躍以3:1擊敗香港，奪得女團冠軍。同年，李成為世界青年賽女雙、混雙與女團的冠軍得主。
次年的威爾士公開賽中，李曉霞奪得女雙冠軍，其後又在無錫的中國公開賽贏得女雙冠軍。2005年，她在十運會的女雙決賽中與彭陸洋組合，擊敗了天津的李楠和唐娜組合，而在女團小項決賽，她代表的山東被郭焱等人組成的北京戰勝，取得銀牌。與此同時，李曉霞取得亞洲杯女單亞軍以及中國公開賽—深圳站女單項目的冠軍。
2006年的卡塔爾公開賽，李曉霞在女單決賽中以1局險勝王楠，奪得錦標，克羅地亞公開賽中，李和陳晴取得女雙項目的亞軍。斯洛文尼亞公開賽方面，陳李組合贏得女雙冠軍。在世界錦標賽上，李曉霞與張怡寧等組成女隊，取得女團冠軍。到12月的多哈亞運，她和郭躍在女雙小項中以4:1取勝，又於女團小項勝出，為中國奪取兩面金牌。
翌年，李曉霞再奪冠軍，她於2月在科威特進行的賽事與張怡寧奪得女雙冠軍、3月中的公開賽又贏得女單冠軍。同年舉行的薩格拉布世乒賽上，李曉霞與隊友郭躍會師于女單決賽，李曉霞一度取得3:1的領先，可惜最終被郭躍實現大翻盤，與第一個女單世界冠軍頭銜擦肩而過。2008年，雖然李曉霞奪得該年度的乒乓球世界盃女單冠軍，但由於07年世乒賽女單決賽的敗績，李曉霞未能在競爭中戰勝郭躍，從而無緣入選征戰北京奧運會的參賽陣容，只能充當替補的角色。
2010年11月，李曉霞代表中國出戰廣州亞運會，參加乒乓球比賽的女子單打、女子雙打（夥拍：郭躍）及團體項目，贏得三項賽事的全部金牌。
2011年鹿特丹世乒賽，李曉霞時隔4年再次殺入女單決賽，但2:4不敵新銳丁寧，雙打比賽則與郭躍合作奪冠。同年的乒乓球世界盃女單決賽，李曉霞再次不敵丁寧。
2012年8月, 李曉霞代表中國參加倫敦奧運會乒乓球女子單打及團體比賽。在率先進行的女單比賽中，李曉霞與隊友丁寧會師決賽，以4：1的總比分獲勝，贏得倫敦奧運會女子單打金牌。在隨後進行的團體比賽中，李曉霞、丁寧和郭躍組成的中國女隊在決賽中3:0橫掃日本女隊，再獲團體冠軍。李曉霞亦成為繼鄧亞萍、王楠和張怡寧之後，奧運女子乒乓球比賽歷史上的第四位“雙冠王”。2013年，第52屆世乒賽女單決賽，李曉霞擊敗劉詩雯奪得冠軍，從而成為繼鄧亞萍、王楠和張怡寧之後，第四位實現女子乒乓球“大滿貫”的選手。同年，李曉霞在第十二屆全國運動會上奪得女團及女單冠軍，從而躋身中國歷史上最成功的女子乒乓球運動員之列。

### 乒超聯賽
李曉霞是繼張怡寧之後，又一位在中國乒乓球超級聯賽歷史上具有統治力的女子運動員，她曾于2005年，2008年，2010年，2011年，2014年五度率領山東魯能俱樂部問鼎乒超聯賽女團冠軍。

## 个人生活
2017年9月10日，李晓霞和翟一鸣（辽宁男乒主教练）在沈阳举行婚礼。